# Desatino 2021: Pa' Vos
Desatino 2021: Pa' Voses la décima temporada de la parodia del reality show colombiano Desafío llamado Desatino, producido por Sábados Felices y transmitido por Caracol Televisión.
Para este año se opto por un nuevo modelo de competencia junto a la creación de la Ciudad de las Cajas lugar donde e realizaría la edición del desatino y el desafío de ese año.

## Participantes
| Resultados Desatino Pa' Vos | Resultados Desatino Pa' Vos | Resultados Desatino Pa' Vos   | Resultados Desatino Pa' Vos   | Resultados Desatino Pa' Vos   | Resultados Desatino Pa' Vos   | Resultados Desatino Pa' Vos   | Resultados Desatino Pa' Vos   | Resultados Desatino Pa' Vos   | Resultados Desatino Pa' Vos   | Resultados Desatino Pa' Vos   | Resultados Desatino Pa' Vos   | Resultados Desatino Pa' Vos   | Resultados Desatino Pa' Vos   | Resultados Desatino Pa' Vos | Resultados Desatino Pa' Vos                                                | Resultados Desatino Pa' Vos |
| Puesto                      | Participante                | Participante                  | Participante                  | Participante                  | Participante                  | Participante                  | Participante                  | Participante                  | Participante                  | Participante                  | Participante                  | Participante                  | Participante                  | Original                    | Resultado                                                                  |                             |
| --------------------------- | --------------------------- | ----------------------------- | ----------------------------- | ----------------------------- | ----------------------------- | ----------------------------- | ----------------------------- | ----------------------------- | ----------------------------- | ----------------------------- | ----------------------------- | ----------------------------- | ----------------------------- | --------------------------- | -------------------------------------------------------------------------- | --------------------------- |
| 1                           |                             | Tiffi (Participante Original) | Tiffi (Participante Original) | Tiffi (Participante Original) | Tiffi (Participante Original) | Tiffi (Participante Original) | Tiffi (Participante Original) | Tiffi (Participante Original) | Tiffi (Participante Original) | Tiffi (Participante Original) | Tiffi (Participante Original) | Tiffi (Participante Original) | Tiffi (Participante Original) | Steffit Valencia "Tiffi"    | Ganadora del Desatino 2021.                                                |                             |
| 2/3/4                       |                             | Tinmarín                      | Tinmarín                      | Tinmarín                      | Tinmarín                      | Tinmarín                      | Tinmarín                      | Tinmarín                      | Tinmarín                      | Tinmarín                      | Tinmarín                      | Tinmarín                      | Tinmarín                      | Augusto Castro "Tin"        | Finalistas del Desatino 2021.                                              |                             |
| 2/3/4                       |                             | Gimela                        | Gimela                        | Gimela                        | Gimela                        | Gimela                        | Gimela                        | Gimela                        | Gimela                        | Gimela                        | Gimela                        | Gimela                        | Gimela                        | Sonia Manjarrés             | Finalistas del Desatino 2021.                                              |                             |
| 2/3/4                       |                             | Morrales                      | Morrales                      | Morrales                      | Morrales                      | Morrales                      | Morrales                      | Morrales                      | Morrales                      | Morrales                      | Morrales                      | Morrales                      | Morrales                      | Jesús Morales               | Finalistas del Desatino 2021.                                              |                             |
| 5                           |                             | Patiffi                       | Patiffi                       | Patiffi                       | Patiffi                       | Patiffi                       | Patiffi                       | Patiffi                       | Patiffi                       | Patiffi                       | Patiffi                       | Patiffi                       | Patiffi                       | Steffit Valencia "Tiffi"    | Abandona la competencia y le otorga el cupo al Personaje Original (Tiffi). |                             |
| 6                           |                             | Ga Ga Gago                    | Ga Ga Gago                    | Ga Ga Gago                    | Ga Ga Gago                    | Ga Ga Gago                    | Ga Ga Gago                    | Ga Ga Gago                    | Ga Ga Gago                    | Ga Ga Gago                    | Ga Ga Gago                    | Ga Ga Gago                    | Ga Ga Gago                    | Jhon Jairo Mosquera         | Abandona la competencia, su cupo pasa a Morrales.                          |                             |
| 7                           |                             | Malímpico                     | Malímpico                     | Malímpico                     | Malímpico                     | Malímpico                     | Malímpico                     | Malímpico                     | Malímpico                     | Malímpico                     | Malímpico                     | Malímpico                     | Malímpico                     | Óscar Muñoz "Olímpico"      | Eliminado en Semifinales                                                   |                             |
| 8/9                         |                             | Rasta                         | Rasta                         | Rasta                         | Rasta                         | Rasta                         | Rasta                         | Rasta                         | Rasta                         | Rasta                         | Rasta                         | Rasta                         | Rasta                         | Óscar Coime "Razza"         | 7.os Eliminados Decision del equipo Dieta                                  |                             |
| 8/9                         |                             | Tantica                       | Tantica                       | Tantica                       | Tantica                       | Tantica                       | Tantica                       | Tantica                       | Tantica                       | Tantica                       | Tantica                       | Tantica                       | Tantica                       | Ángela Guarín "Tatica"      | 7.os Eliminados Decision del equipo Dieta                                  |                             |
| 10/11                       |                             | Ancho                         | Ancho                         | Ancho                         | Ancho                         | Ancho                         | Ancho                         | Ancho                         | Ancho                         | Ancho                         | Ancho                         | Ancho                         | Ancho                         | Cristian Acho               | 6.os Eliminados Decision del equipo Solfa                                  |                             |
| 10/11                       |                             | Pao Pao                       | Pao Pao                       | Pao Pao                       | Pao Pao                       | Pao Pao                       | Pao Pao                       | Pao Pao                       | Pao Pao                       | Pao Pao                       | Pao Pao                       | Pao Pao                       | Pao Pao                       | Paola Solano                | 6.os Eliminados Decision del equipo Solfa                                  |                             |
| 12                          |                             | Moño                          | Moño                          | Moño                          | Moño                          | Moño                          | Moño                          | Moño                          | Moño                          | Moño                          | Moño                          | Moño                          | Moño                          | Carlos Pérez "Mono"         | Abandona la competencia por lesión.                                        |                             |
| 13                          |                             | Muecángela                    | Muecángela                    | Muecángela                    | Muecángela                    | Muecángela                    | Muecángela                    | Muecángela                    | Muecángela                    | Muecángela                    | Muecángela                    | Muecángela                    | Muecángela                    | Ángela González             | 5.ta Eliminada Decisión del equipo Dieta                                   |                             |
| 14/15                       |                             | Chan David                    | Chan David                    | Chan David                    | Chan David                    | Chan David                    | Chan David                    | Chan David                    | Chan David                    | Chan David                    | Chan David                    | Chan David                    | Chan David                    | Juan David Zapata           | 4.os Eliminados Decisión del equipo Drama                                  |                             |
| 14/15                       |                             | Guau                          | Guau                          | Guau                          | Guau                          | Guau                          | Guau                          | Guau                          | Guau                          | Guau                          | Guau                          | Guau                          | Guau                          | Laura Angarita              | 4.os Eliminados Decisión del equipo Drama                                  |                             |
| 16/17                       |                             | Cejotas                       | Cejotas                       | Cejotas                       | Cejotas                       | Cejotas                       | Cejotas                       | Cejotas                       | Cejotas                       | Cejotas                       | Cejotas                       | Cejotas                       | Cejotas                       | César Romero "CJ"           | 3.os Eliminados Decisión del equipo Alega                                  |                             |
| 16/17                       |                             | Deskarol                      | Deskarol                      | Deskarol                      | Deskarol                      | Deskarol                      | Deskarol                      | Deskarol                      | Deskarol                      | Deskarol                      | Deskarol                      | Deskarol                      | Deskarol                      | Karol Zambrano              | 3.os Eliminados Decisión del equipo Alega                                  |                             |
| 18/19                       |                             | Viejómez                      | Viejómez                      | Viejómez                      | Viejómez                      | Viejómez                      | Viejómez                      | Viejómez                      | Viejómez                      | Viejómez                      | Viejómez                      | Viejómez                      | Viejómez                      | Deiby Gómez "Dagómez"       | 2.os Eliminados Decisión del equipo Solfa                                  |                             |
| 18/19                       |                             | Mami                          | Mami                          | Mami                          | Mami                          | Mami                          | Mami                          | Mami                          | Mami                          | Mami                          | Mami                          | Mami                          | Mami                          | Camila Ospina               | 2.os Eliminados Decisión del equipo Solfa                                  |                             |
| 20/21                       |                             | Cardios                       | Cardios                       | Cardios                       | Cardios                       | Cardios                       | Cardios                       | Cardios                       | Cardios                       | Cardios                       | Cardios                       | Cardios                       | Cardios                       | Carlos Echeverri            | 1.os Eliminados Decisión del equipo Dieta                                  |                             |
| 20/21                       |                             | Madrid (Cundinamarca)         | Madrid (Cundinamarca)         | Madrid (Cundinamarca)         | Madrid (Cundinamarca)         | Madrid (Cundinamarca)         | Madrid (Cundinamarca)         | Madrid (Cundinamarca)         | Madrid (Cundinamarca)         | Madrid (Cundinamarca)         | Madrid (Cundinamarca)         | Madrid (Cundinamarca)         | Madrid (Cundinamarca)         | Laura Madrid                | 1.os Eliminados Decisión del equipo Dieta                                  |                             |

### Distribución de equipos
| Etapa 1    | Etapa 1          | Etapa 1      |
| Equipos    | Competidores     | Competidores |
| ---------- | ---------------- | ------------ |
| Solfa      |                  |              |
| Tiffi      | Patiffi          |              |
| Malímpico  | Moño             |              |
| Guau       | Cejotas          |              |
| Dieta      |                  |              |
| Tinmarín   | Gimela           |              |
| Chan David | Viejómez         |              |
| Mami       |                  |              |
| Drama      |                  |              |
| Ga Ga Gago | Rasta            |              |
| Ancho      | Muecángela       |              |
| Deskarol   |                  |              |
| Alega      |                  |              |
| Morrales   | Tantica          |              |
| Pao Pao    | Madrid (C/marca) |              |
| Cardios    |                  |              |

Leyenda
     Participante eliminado(a) por el equipo ganador.
     Participante que abandona el desatino.
     Participante que renuncia al desatino para darle su cupo al participante original.
     Participante eliminado(a) pero es reingresado(a).
     Participante eliminado(a) en la semifinal.
     Participante finalista.
     Participante ganador.

## Resultados generales
|  | Tiffi/Patiffi    | Tiffi/Patiffi    | Tiffi/Patiffi    | Tiffi/Patiffi    | Continúa  | Continúa  | Continúa  | Continúa  | Reg.      | Cont.     | Continúa  | Continúa  | Gana      | Ganadora   | Ganadora   |  |  |  |
|  | Tinmarín         | Tinmarín         | Tinmarín         | Tinmarín         | Continúa  | Continúa  | Continúa  | Continúa  | Continúa  | Continúa  | Continúa  | Continúa  | Gana      | Finalistas | Finalistas |  |  |  |
|  | Gimela           | Gimela           | Gimela           | Gimela           | Continúa  | Continúa  | Continúa  | Continúa  | Continúa  | Continúa  | Continúa  | Continúa  | Gana      | Finalistas | Finalistas |  |  |  |
|  | Morrales         | Morrales         | Morrales         | Morrales         | Continúa  | Continúa  | Continúa  | Continúa  | Continúa  | Continúa  | Continúa  | Continúa  | Eliminado | Reg.       | Finalista  |  |  |  |
|  | Ga Ga Gago       | Ga Ga Gago       | Ga Ga Gago       | Ga Ga Gago       | Continúa  | Continúa  | Continúa  | Continúa  | Continúa  | Continúa  | Continúa  | Continúa  | Gana      | Abandona   | Abandona   |  |  |  |
|  | Malímpico        | Malímpico        | Malímpico        | Malímpico        | Continúa  | Continúa  | Continúa  | Continúa  | Continúa  | Continúa  | Continúa  | Continúa  | Eliminado |            |            |  |  |  |
|  | Rasta            | Rasta            | Rasta            | Rasta            | Continúa  | Continúa  | Continúa  | Continúa  | Continúa  | Continúa  | Continúa  | Eliminado |           |            |            |  |  |  |
|  | Tantica          | Tantica          | Tantica          | Tantica          | Continúa  | Continúa  | Continúa  | Continúa  | Continúa  | Continúa  | Continúa  | Eliminada |           |            |            |  |  |  |
|  | Ancho            | Ancho            | Ancho            | Ancho            | Continúa  | Continúa  | Continúa  | Continúa  | Continúa  | Continúa  | Eliminado |           |           |            |            |  |  |  |
|  | Pao Pao          | Pao Pao          | Pao Pao          | Pao Pao          | Continúa  | Continúa  | Continúa  | Continúa  | Continúa  | Continúa  | Eliminada |           |           |            |            |  |  |  |
|  | Moño             | Moño             | Moño             | Moño             | Continúa  | Continúa  | Continúa  | Continúa  | Lesión    | Lesión    |           |           |           |            |            |  |  |  |
|  | Muecángela       | Muecángela       | Muecángela       | Muecángela       | Continúa  | Continúa  | Continúa  | Continúa  | Eliminada | Eliminada |           |           |           |            |            |  |  |  |
|  | Chan David       | Chan David       | Chan David       | Chan David       | Continúa  | Continúa  | Continúa  | Eliminado |           |           |           |           |           |            |            |  |  |  |
|  | Guau             | Guau             | Guau             | Guau             | Continúa  | Continúa  | Continúa  | Eliminada |           |           |           |           |           |            |            |  |  |  |
|  | Cejotas          | Cejotas          | Cejotas          | Cejotas          | Continúa  | Continúa  | Eliminado |           |           |           |           |           |           |            |            |  |  |  |
|  | Deskarol         | Deskarol         | Deskarol         | Deskarol         | Continúa  | Continúa  | Eliminada |           |           |           |           |           |           |            |            |  |  |  |
|  | Viejómez         | Viejómez         | Viejómez         | Viejómez         | Continúa  | Eliminado |           |           |           |           |           |           |           |            |            |  |  |  |
|  | Mami             | Mami             | Mami             | Mami             | Continúa  | Eliminada |           |           |           |           |           |           |           |            |            |  |  |  |
|  | Cardios          | Cardios          | Cardios          | Cardios          | Eliminado |           |           |           |           |           |           |           |           |            |            |  |  |  |
|  | Madrid (C/marca) | Madrid (C/marca) | Madrid (C/marca) | Madrid (C/marca) | Eliminada |           |           |           |           |           |           |           |           |            |            |  |  |  |

Leyenda
| Color | Significado                                                                              |
| ----- | ---------------------------------------------------------------------------------------- |
|       | • El participante queda eliminado del programa, debido a la decisión del equipo ganador. |
|       | • El participante abandona por lesión.                                                   |
|       | • El participante regresa en reemplazo de un participante retirado o expulsado.          |
|       | • El participante renuncia a la competencia.                                             |
|       | • El participante gana la prueba de la semifinal y se mantiene en competencia.           |
|       | • El participante es finalista de la competencia.                                        |
|       | • El participante es el ganador de la competencia.                                       |

## Competencias
A lo largo de la temporada en cada capítulo se iban rotando las pruebas en un orden específico, primero Hambre, después Servicios, después Bienestar y por último Premio y Castigo.
El equipo ganador de cada prueba se quedan con todo lo que estaba en pelea, mientras que el resto lo pierde todo.

### Desatinos
| Etapa 1  | Etapa 1 | Etapa 1                                 | Etapa 1   | Etapa 1    | Etapa 1    | Etapa 1    | Etapa 1    | Etapa 1          |
| Capítulo | Box     | Prueba                                  | Ganadores | 2.do Lugar | 3.er Lugar | 4.to Lugar | Eliminados | Eliminados       |
| -------- | ------- | --------------------------------------- | --------- | ---------- | ---------- | ---------- | ---------- | ---------------- |
| 1        |         | Desatino de sentencia y hambre          | Dieta     | Alega      | Solfa      | Drama      | Cardios    | Madrid (C/marca) |
| 2        |         | Desatino de sentencia y servicios       | Solfa     | Dieta      | Drama      | Alega      | Viejómez   | Mami             |
| 3        |         | Desatino de sentencia y bienestar       | Alega     | Drama      | Solfa      | Dieta      | Cejotas    | Deskarol         |
| 4        |         | Desatino de sentencia, premio y castigo | Drama     | Solfa      | Alega      | Dieta      | Chan David | Guau             |
| 5        |         | Desatino de sentencia y hambre          | Dieta     | Solfa      | Drama      | Alega      | Tiffi      | Muecángela       |
| 6        |         | Desatino de sentencia y servicios       | Solfa     | Dieta      | Drama      | Alega      | Ancho      | Pao Pao          |
| 7        |         | Desatino de sentencia y bienestar       | Dieta     | Solfa      | Alega      | Drama      | Rasta      | Tantica          |

### Premios y Castigos
El equipo ganador de la prueba de Sentencia Premio y Castigo obtiene el derecho a girar un panel en el cual se encuentra el monto de dinero que pueden ganar, a cambio de esto un equipo es castigado, esta opción la toma el equipo ganador.
| 4 | 100 M de COP | 100 M de COP | 100 M de COP | Rasta | Concierto con Carlos Vives | Concierto con Carlos Vives | Drama | Drama | Escuchar un concierto de Bad Bunny | Escuchar un concierto de Bad Bunny | Escuchar un concierto de Bad Bunny | Escuchar un concierto de Bad Bunny | Solfa | Solfa |

## Fase Final

### Semifinal
Las competencias de la semifinal fueron realizadas después del último desatino el cual fue Desatino de sentencia y bienestar. En esta semifinal el box rojo fue el punto en el que se definieron los 4 finalistas de esta edición del desatino.
| Etapa Final | Etapa Final | Etapa Final | Etapa Final |
| Capítulo    | Desafiantes | Desafiantes | Finalistas  |
| ----------- | ----------- | ----------- | ----------- |
| 8           | Patiffi     | Gimela      | Ga Ga Gago  |
| 8           | Patiffi     | Gimela      | Patiffi     |
| 8           | Malímpico   | Tinmarín    | Gimela      |
| 8           | Malímpico   | Tinmarín    | Tinmarín    |
| 8           | Ga Ga Gago  | Morrales    |             |

### Final
La final del programa fue disputada mediante una última prueba entre los cuatro jugadores que lograron salir victoriosos en las competencias semifinales.
Durante el capítulo se vio como los participantes reales se encuentran con su parodia, además de que Patiffi le dio su cupo al Tiffi quien fue la participante a la que representó en el Desatino.
| Gran Final | Gran Final  | Gran Final  | Gran Final |
| Capítulo   | Desafiantes | Desafiantes | Ganadora   |
| ---------- | ----------- | ----------- | ---------- |
| 9          | Tiffi       | Gimela      | Tiffi      |
| 9          | Morrales    | Tinmarín    | Tiffi      |

### Otros Premios
Durante la final, se decidió hacer la entrega de algunos premios los cuales fueron definidos por los televidentes.
- El Desafiante Favorito:

Este premio fue entregado a Morrales el cual ganó con el 99,9% de los mensajes enviados por el público, ganándose 150 millones de pesos Colombianos.
| Título                          | Premio         | Porcentaje de Votos | Ganador  |
| ------------------------------- | -------------- | ------------------- | -------- |
| Desafiante favorito del Público | 150 M de Pesos | 99,9%               | Morrales |